# Aedes impatibilis
Aedes impatibilis är en tvåvingeart som först beskrevs av Walker 1859.  Aedes impatibilis ingår i släktet Aedes och familjen stickmyggor. Inga underarter finns listade i Catalogue of Life.